# Oraphasmophaga pictipennis
Oraphasmophaga pictipennis är en tvåvingeart som först beskrevs av Henry J. Reinhard 1935.  Oraphasmophaga pictipennis ingår i släktet Oraphasmophaga och familjen parasitflugor.
Artens utbredningsområde är Texas. Inga underarter finns listade i Catalogue of Life.